# Diócesis de Kielce
La diócesis de Kielce (en latín: Dioecesis Kielcensis y en polaco: Diecezja kielecka) es una circunscripción eclesiástica de la Iglesia católica en Polonia. Se trata de una diócesis latina, sufragánea de la arquidiócesis de Cracovia. Desde el 11 de octubre de 2014 su obispo es Jan Piotrowski.

## Territorio y organización

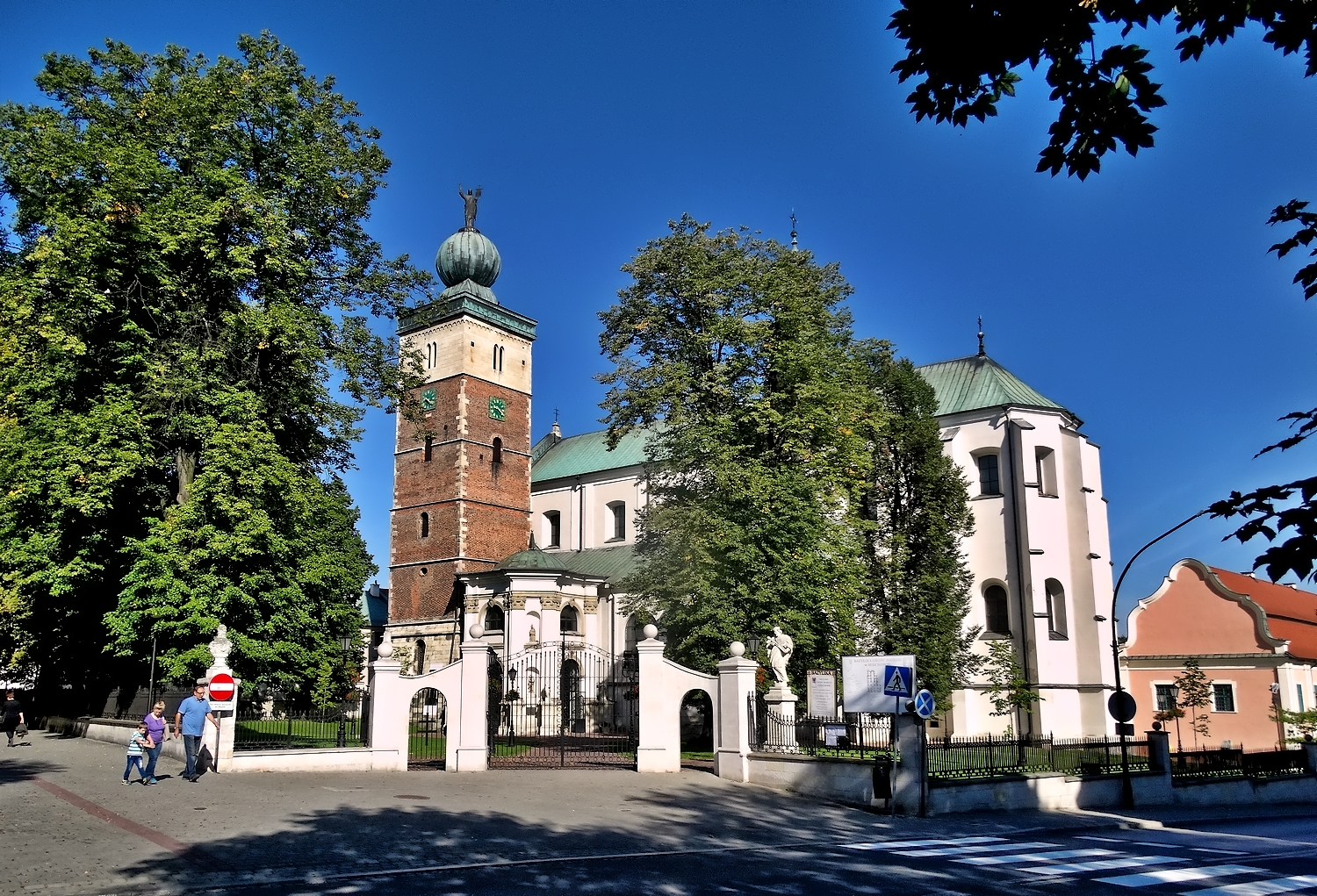
Basílica del Santo Sepulcro, en Miechów

La diócesis tiene 8319 km² y extiende su jurisdicción sobre los fieles católicos de rito latino residentes en los distritos de Kielce, Busko-Zdrój, Jędrzejów, Kazimierza Wielka, Pińczów y Włoszczowa ubicados en la parte occidental del voivodato de Świętokrzyskie.

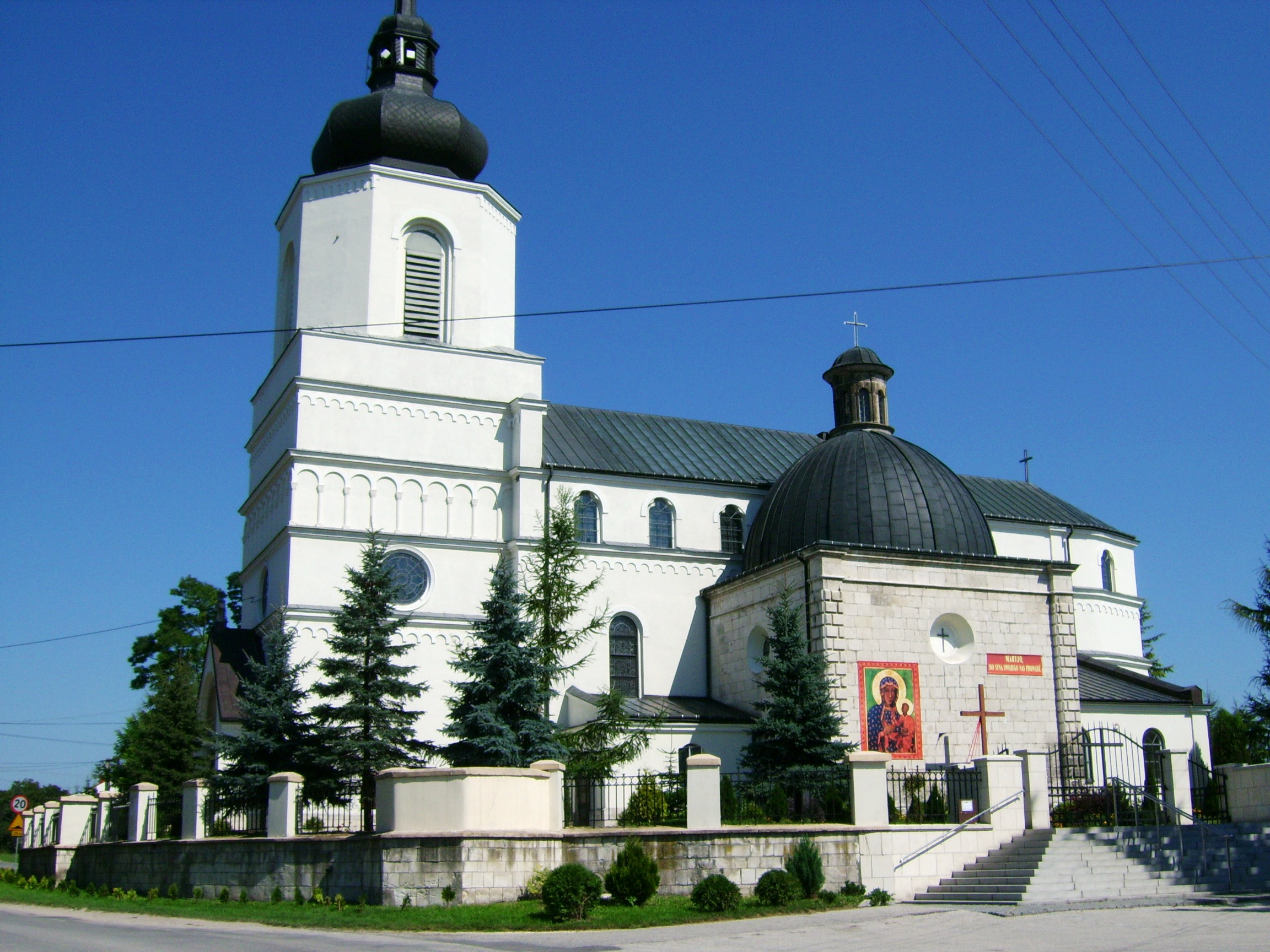
Basílica menor de San Martín de Tours, en Pacanów

La sede de la diócesis se encuentra en la ciudad de Kielce, en donde se halla la Catedral basílica de la Asunción de la Virgen María. En el territorio de la diócesis existen 3 basílicas menores: la basílica del Santo Sepulcro, en Miechów, la basílica de la Natividad de la Virgen María, en Wiślica, y la basílica de San Martín de Tours, en Pacanów.
En 2023 en la diócesis existían 304 parroquias agrupadas en 33 decanatos: bodzentyński, buski, chęciński, chmielnicki, daleszycki, jędrzejowski, kazimierski, Kielce-Południe, Kielce-Północ, Kielce-Śródmieście, Kielce-Zachód, koniecpolski, lelowski, łopuszański, małogoski, masłowski, miechowski, morawicki, nowokorczyński, piekoszowski, pińczowski, proszowicki, sędziszowski, skalbmierski, skalski, słomnicki, stopnicki, szczekociński, wiślicki, włoszczowski, wodzisławski, zagnański y żarnowiecki.

## Historia
Tras la Tercera Partición de Polonia (1795), la Monarquía de los Habsburgo también incorporó a sus territorios la Galitzia Occidental, donde se encontraba la diócesis de Cracovia. El gobierno de los Habsburgo planeaba abolir la diócesis de Tarnów y reincorporar su territorio al de Cracovia, y al mismo tiempo erigir una nueva sede episcopal en Kielce. Estas disposiciones fueron aceptadas por el papa Pío VII, quien el 13 de junio de 1805, mediante la bula Indefessum personarum, erigió la diócesis de Kielce. Al mismo tiempo, el cabildo catedralicio de Tarnów, cuya diócesis fue suprimida, fue trasladado a Kielce. La nueva diócesis incluía 216 parroquias tomadas de la diócesis de Cracovia, 84 parroquias que pertenecían a la arquidiócesis de Gniezno y que estaban ubicadas en territorio de los Habsburgo, y 44 parroquias cedidas de la diócesis de Chełm.
Tras el Congreso de Viena y el nacimiento del Reino del Congreso, se produjeron nuevos cambios territoriales para adaptar las diócesis a las nuevas condiciones geopolíticas y voivodatos que constituían el nuevo reino. El 30 de junio de 1818, la sede episcopal de Kielce fue trasladada a Sandomierz por el papa Pío VII mediante la bula Ex imposita nobis, dando origen a la diócesis de Sandomierz, con la supresión simultánea de la diócesis de Kielce. En Sandomierz fueron 198 parroquias, mientras que 112 parroquias volvieron a la diócesis de Cracovia y 43 fueron cedidas a la diócesis de Lublin (hoy arquidiócesis de Lublin).
En la segunda mitad del siglo XIX, Kielce fue la sede de los vicarios apostólicos, a quienes se les confió la administración de la parte de la diócesis de Cracovia que formaba parte del Zarato de Polonia, un estado vasallo del Imperio ruso. Los administradores fueron Maciej Majerczak, obispo titular de Jericó (1862-1870), y Tomasz Teofil Kuliński, obispo titular de Satala de Armenia (1872-1883).
Tras los acuerdos alcanzados con el gobierno ruso, el 28 de diciembre de 1882 el papa León XIII mediante la bula Ut primum Catholicae Ecclesiae restableció la diócesis de Kielce, sufragánea de la arquidiócesis de Varsovia, compuesta por 8 decanatos y 229 parroquias que pertenecían a la diócesis de Cracovia.
En 1918 la diócesis contaba con 25 decanatos, 262 parroquias, 365 sacerdotes y más de un millón de fieles.
El 28 de octubre de 1925 la diócesis cedió una parte de su territorio para la erección de la diócesis de Częstochowa (hoy arquidiócesis de Częstochowa) mediante la bula Vixdum Poloniae unitas del papa Pío XI, y al mismo tiempo pasó a formar parte de la provincia eclesiástica de la arquidiócesis de Cracovia.
En la década de 1950 el obispo Kaczmarek fue acusado de espionaje y encarcelado desde 1951 hasta 1957 por el régimen comunista polaco.
El 25 de marzo de 1992 la reorganización territorial mediante la bula Totus Tuus Poloniae populus del papa Juan Pablo II cambió los límites diocesanos y la estructura de los decanatos en que se divide la diócesis. Al mismo tiempo, cedió una parte del territorio para la erección de la diócesis de Sosnowiec.

## Estadísticas
Según el Anuario Pontificio 2024 la diócesis tenía a fines de 2023 un total de 723 209 fieles bautizados.
| Año                                                                             | Población            | Población | Población      | Sacerdotes | Sacerdotes    | Sacerdotes    | Bautizados por sacerdote | Diáconos permanentes | Religiosos | Religiosos | Parroquias |
| Año                                                                             | Bautizados católicos | Total     | % de católicos | Total      | Clero secular | Clero regular | Bautizados por sacerdote | Diáconos permanentes | Varones    | Mujeres    | Parroquias |
| ------------------------------------------------------------------------------- | -------------------- | --------- | -------------- | ---------- | ------------- | ------------- | ------------------------ | -------------------- | ---------- | ---------- | ---------- |
| 1950                                                                            | 840 000              | 842 000   | 99.8           | 392        | 369           | 23            | 2142                     |                      | 25         | 428        | 241        |
| 1970                                                                            | 897 860              | 920 400   | 97.6           | 579        | 525           | 54            | 1550                     |                      | 79         | 518        | 247        |
| 1980                                                                            | 933 973              | 1 000     | 93.4           | 616        | 557           | 59            | 1516                     |                      | 78         | 535        | 258        |
| 1990                                                                            | 969 993              | 974 783   | 99.5           | 680        | 614           | 66            | 1426                     |                      | 91         | 522        | 321        |
| 1999                                                                            | 815 000              | 840 000   | 97.0           | 671        | 598           | 73            | 1214                     |                      | 89         | 397        | 297        |
| 2000                                                                            | 810 000              | 820 000   | 98.8           | 653        | 603           | 50            | 1240                     |                      | 62         | 386        | 297        |
| 2001                                                                            | 793 239              | 817 587   | 97.0           | 660        | 610           | 50            | 1201                     |                      | 63         | 382        | 300        |
| 2002                                                                            | 767 604              | 792 993   | 96.8           | 682        | 622           | 60            | 1125                     |                      | 84         | 402        | 300        |
| 2003                                                                            | 768 525              | 788 824   | 97.4           | 687        | 627           | 60            | 1118                     |                      | 87         | 417        | 300        |
| 2004                                                                            | 761 510              | 785 248   | 97.0           | 687        | 627           | 60            | 1108                     |                      | 84         | 404        | 300        |
| 2006                                                                            | 774 142              | 796 246   | 97.2           | 718        | 658           | 60            | 1078                     |                      | 88         | 411        | 303        |
| 2013                                                                            | 768 743              | 813 525   | 94.5           | 729        | 669           | 60            | 1054                     |                      | 85         | 352        | 303        |
| 2016                                                                            | 769 000              | 805 147   | 95.5           | 717        | 657           | 60            | 1072                     |                      | 76         | 313        | 304        |
| 2019                                                                            | 754 000              | 810 960   | 93.0           | 801        | 681           | 120           | 941                      |                      | 143        | 317        | 304        |
| 2021                                                                            | 739 002              | 811 981   | 91.0           | 781        | 661           | 120           | 946                      |                      | 140        | 305        | 304        |
| 2023                                                                            | 723 209              | 805 155   | 89.8           | 775        | 655           | 120           | 933                      |                      | 138        | 278        | 304        |
| Fuente: Catholic-Hierarchy, que a su vez toma los datos del Anuario Pontificio. |                      |           |                |            |               |               |                          |                      |            |            |            |

## Episcopologio
- Wojciech Górski † (26 de junio de 1805-1 de febrero de 1818 falleció)
  - Sede suprimida (1818-1882)
- Tomasz Teofil Kuliński † (15 de marzo de 1883-8 de enero de 1907 falleció)
  - Sede vacante (1907-1910)
- Augustyn Łosiński † (26 de abril de 1910-3 de marzo de 1937 falleció)
- Czesław Kaczmarek † (24 de mayo de 1938-26 de agosto de 1963 falleció)
  - Jan Jaroszewicz † (13 de septiembre de 1963-20 de marzo de 1967 nombrado obispo de Kielce) (administrador apostólico)
- Jan Jaroszewicz † (20 de marzo de 1967-17 de abril de 1980 falleció)
- Stanisław Szymecki † (27 de marzo de 1981-15 de mayo de 1993 nombrado arzobispo de Białystok)
- Kazimierz Ryczan † (17 de julio de 1993-11 de octubre de 2014 retirado)
- Jan Piotrowski, desde el 11 de octubre de 2014